# McKitterick Prize
Il McKitterick Prize è un premio letterario britannico assegnato annualmente dalla Society of Authors al romanzo d'esordio di un autore di età superiore ai 40 anni.
Assegnato a partire dal 1990, fu originariamente finanziato da Tom McKitterick, editor del Political Quarterly e autore di un romanzo mai pubblicato.
Il premio consiste in una somma di 4.000 sterline.

## Albo d'oro

### Anni 1990-1999
- 1990: Chimera di Simon Mawer
- 1991: Halo di John Loveday
- 1992: News from a Foreign Country Came di Alberto Manguel
- 1993: The Tap Dancer di Andrew Barrow
- 1994: Zennor in Darkness di Helen Dunmore
- 1995: Hester di Christopher Bigsby
- 1996: Gagarin and I di Stephen Blanchard
- 1997: Demoni e muse (Hallucinating Foucault) di Patricia Duncker
- 1998: Il ragazzo che andò via (The Boy Who Went Away) di Eli Gottlieb
- 1999: Bestie (The Restraint of Beasts) di Magnus Mills

### Anni 2000-2009
- 2000: Ascension Day di Chris Dolan
- 2001: The Long Afternoon di Giles Waterfield
- 2002: La morte di Vishnu (The Death of Vishnu) di Manil Suri
- 2003: Il sentiero per Crow Lake (Crow Lake) di Mary Lawson
- 2004: Lo strano caso del cane ucciso a mezzanotte (The Curious Incident of the Dog in the Night-time) di Mark Haddon
- 2005: Mr Vogel di Lloyd Jones
- 2006: Regole per vecchi gentiluomini (Rules for Old Men Waiting) di Peter Pouncey
- 2007: This Time of Dying di Reina James
- 2008: 24 per 3 (24 for 3) di Jennie Walker
- 2009: Missy di Chris Hannan

### Anni 2010-2019
- 2010: Beauty di Raphael Selbourne
- 2011: Grace lo dice forte (Grace Williams Says It Loud) di Emma Henderson
- 2012: Africa Junction di Ginny Baily
- 2013: La moglie dell'albergatore (The Lighthouse) di Alison Moore
- 2014: Dirty Work di Gabriel Weston
- 2015: The Letter Bearer di Robert Allison
- 2016: La confessione di Memory (The Book of Memory) di Petina Gappah
- 2017: The Midnight Watch di David Dyer
- 2018: Radio Sunrise di Anietie Isong
- 2019: Swan Song di Kelleigh Greenberg-Jephcott

### Anni 2020-2029
- 2020: Golden Child di Claire Adam
- 2021: As You Were di Elaine Feeney[2]
- 2022: Peterdown di David Annand[3]
- 2023: Certi sconfinamenti (Trespasses) di Louise Kennedy[4]
- 2024: La donna che piangeva ai funerali (The Funeral Cryer) di Wenyan Lu[5]
- 2025: Only Here, Only Now di Tom Newlands[6]